# Eupholidoptera cypria
Eupholidoptera cypria är en insektsart som beskrevs av Willy Adolf Theodor Ramme 1951. Eupholidoptera cypria ingår i släktet Eupholidoptera och familjen vårtbitare.

## Underarter
Arten delas in i följande underarter:
- E. c. cypria
- E. c. turcica